# Vi kallar dom u-länder
Vi kallar dom u-länder är en svensk dokumentärserie från 1970, producerad av Erik Eriksson och Leif Hedman. Den behandlade fördelning av resurser och situationen i olika länder. Filmade inslag från bland annat Indien, Sri Lanka och Zambia förekom.
Programmen väckte en viss debatt när de sändes. Rolf Lundgren, som då var chef för utbildningsenheten inom Sveriges Radio, var i synnerhet kritisk mot avsnittet "Vägen mot friheten" och hade protesterat mot programmets i hans tycke låga kvalitet redan innan det sändes. Programmet sändes visserligen i Sveriges Radios TV2, men var producerat av kommittén för TV och radio i utbildningen (TRU) som inte tillhörde SR.
I april 2011 sände Kunskapskanalen två nya program producerade av Hedman som innehöll klipp från den ursprungliga serien med en del uppföljande material. Det första programmet ägnades helt åt Kuba, det andra åt orättvis fördelning av resurser.

## Källhänvisningar
1. ↑  Kampen om utbildningsprogrammen - Skolradion och Utbildningsradion 1925-2003 Arkiverad 4 augusti 2015 hämtat från the Wayback Machine., Ingrid Lindell, 2005, s. 171
2. ↑  ”Svensk Mediedatabas”. Arkiverad från originalet den 15 november 2020. https://web.archive.org/web/20201115194815/http://smdb.kb.se/. Läst 4 augusti 2015.